# World Games 2017/Teilnehmer (Tunesien)
| Gelbes Symbol für Goldmedaillen mit stilisierten Olympischen Ringen | Graues Symbol für Silbermedaillen mit stilisierten Olympischen Ringen | Braundes Symbol für Bronzemedaillen mit stilisierten Olympischen Ringen |
| ------------------------------------------------------------------- | --------------------------------------------------------------------- | ----------------------------------------------------------------------- |
| —                                                                   | —                                                                     | —                                                                       |

Tunesien nahm in Breslau an den World Games 2017 teil. Die Delegation bestand aus einem Athleten und 13 Athletinnen.

## Teilnehmer nach Sportarten

### Beachhandball
| Wettbewerb        | Frauen |
| ----------------- | --- |
| Athleten          | Safa Ameri Boutheina Amiche Samira Arfaoui Senda Fahra Chekir Sinda Fadhloun Ameni Jemmali Manel Mrad Leila Ourfelli Hanen Romdhan Amani Salmi (Abir Chebbi)* (Olfa Morjene)* |
| Gruppenphase      | Norwegen 0:2 Spanien 0:2 Argentinien 0:2 |
| Viertelfinale     | Brasilien 0:2 |
| Platzierungsspiel | Polen 1:2 |
| Spiel um Platz 7  | Chinesisch Taipeh 1:2 |
| Platzierung       | 8 |

- Ersatzspielerinnen, nicht im letztlichen Aufgebot

### Jiu Jitsu
| Männer          |                 |               |      |                             |       |               |               |               |               |               |               |               |
| Makrem Saanouni | +94 kg Ne-Waza  | Aleksandr Sak | 0:0  | Yahya Alhamadi              | 0:0   | ausgeschieden | ausgeschieden | ausgeschieden | ausgeschieden | ausgeschieden | ausgeschieden | ausgeschieden |
| Makrem Saanouni | +94 kg Fighting | Riss Rafal    | 0:50 | Christian Alvarez Fernandez | 10:16 | ausgeschieden | ausgeschieden | ausgeschieden | ausgeschieden | ausgeschieden | ausgeschieden | ausgeschieden |

### Kickboxen
| Frauen       |          |                 |     |                   |     |             |     |   |
| Elgoul Ahlem | K1 52 kg | Myra Winkelmann | 2:1 | Monika Chochikova | 0:3 | Si Long Tam | 0:3 | 4 |